# Bayshore Gardens
Bayshore Gardens è un census-designated place (CDP) degli Stati Uniti d'America, nella contea di Manatee.